# هانغر لين (محطة مترو أنفاق لندن)
هانغر لين (بالإنجليزية: Hanger Lane)‏ هي إحدى محطات مترو أنفاق لندن. تقع على خط سينترال أفتتحت في المنطقة (Zone) رقم 3 أفتتحت في 30 يونيو 1947.

## معرض صور

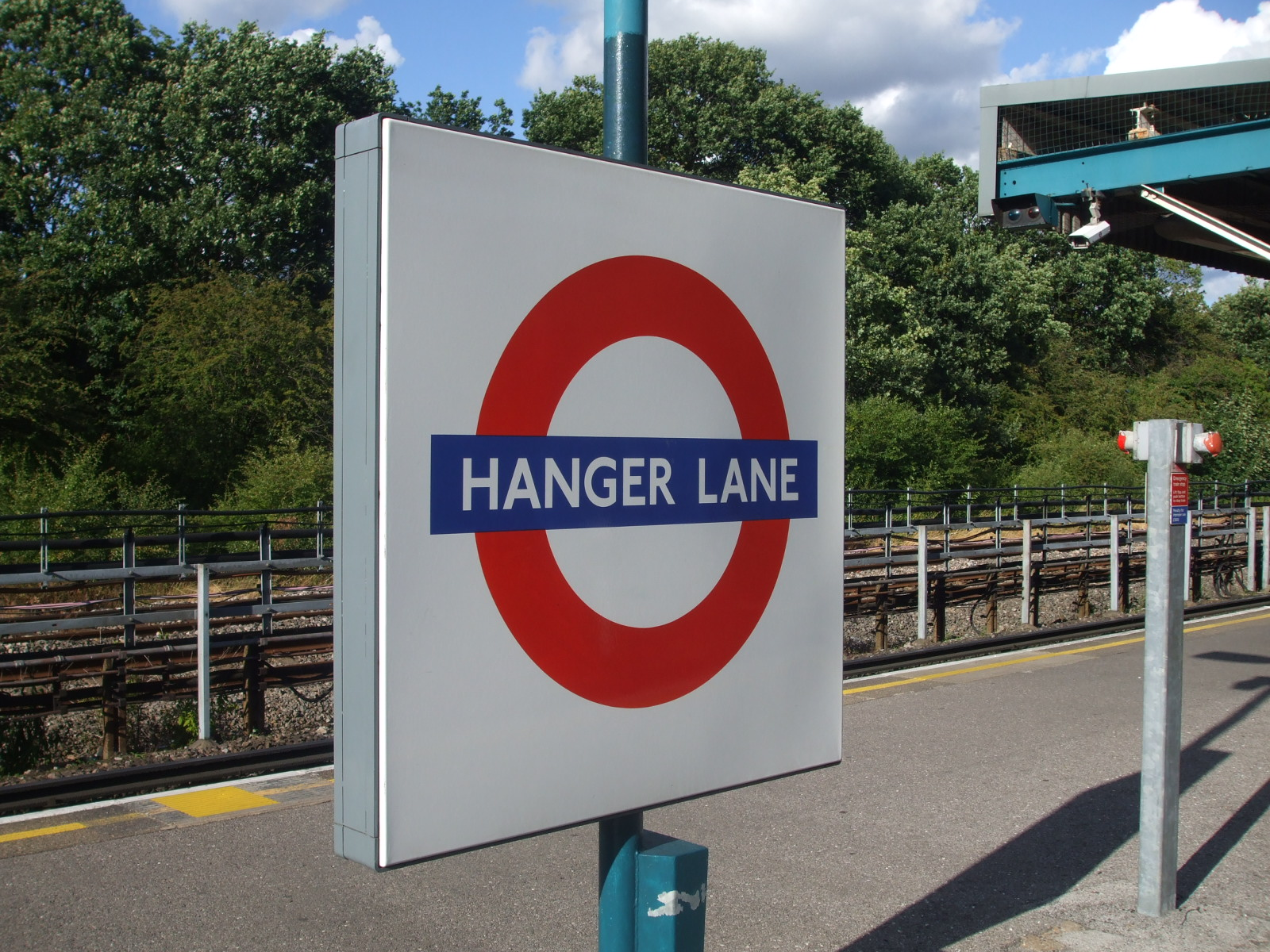
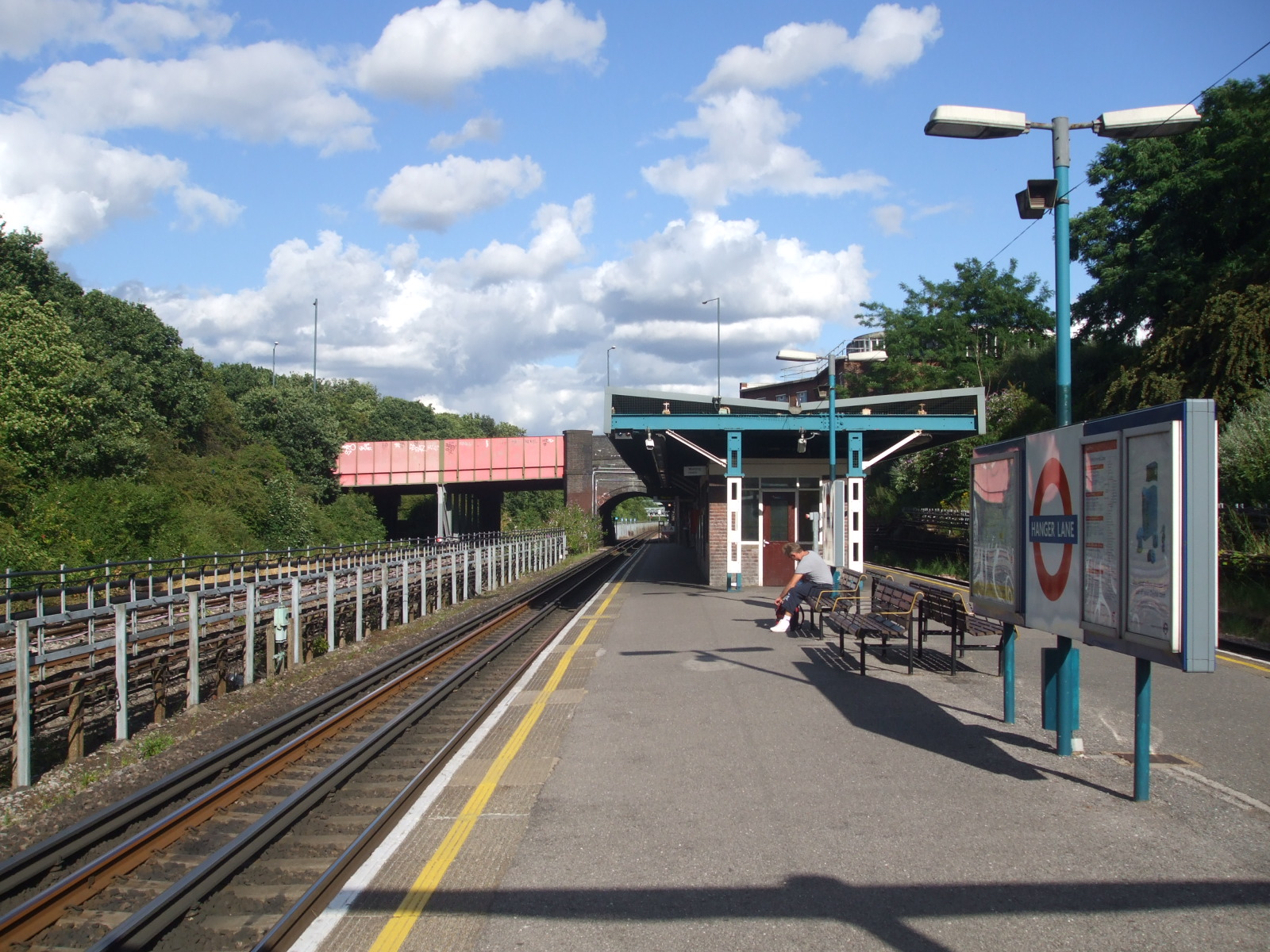
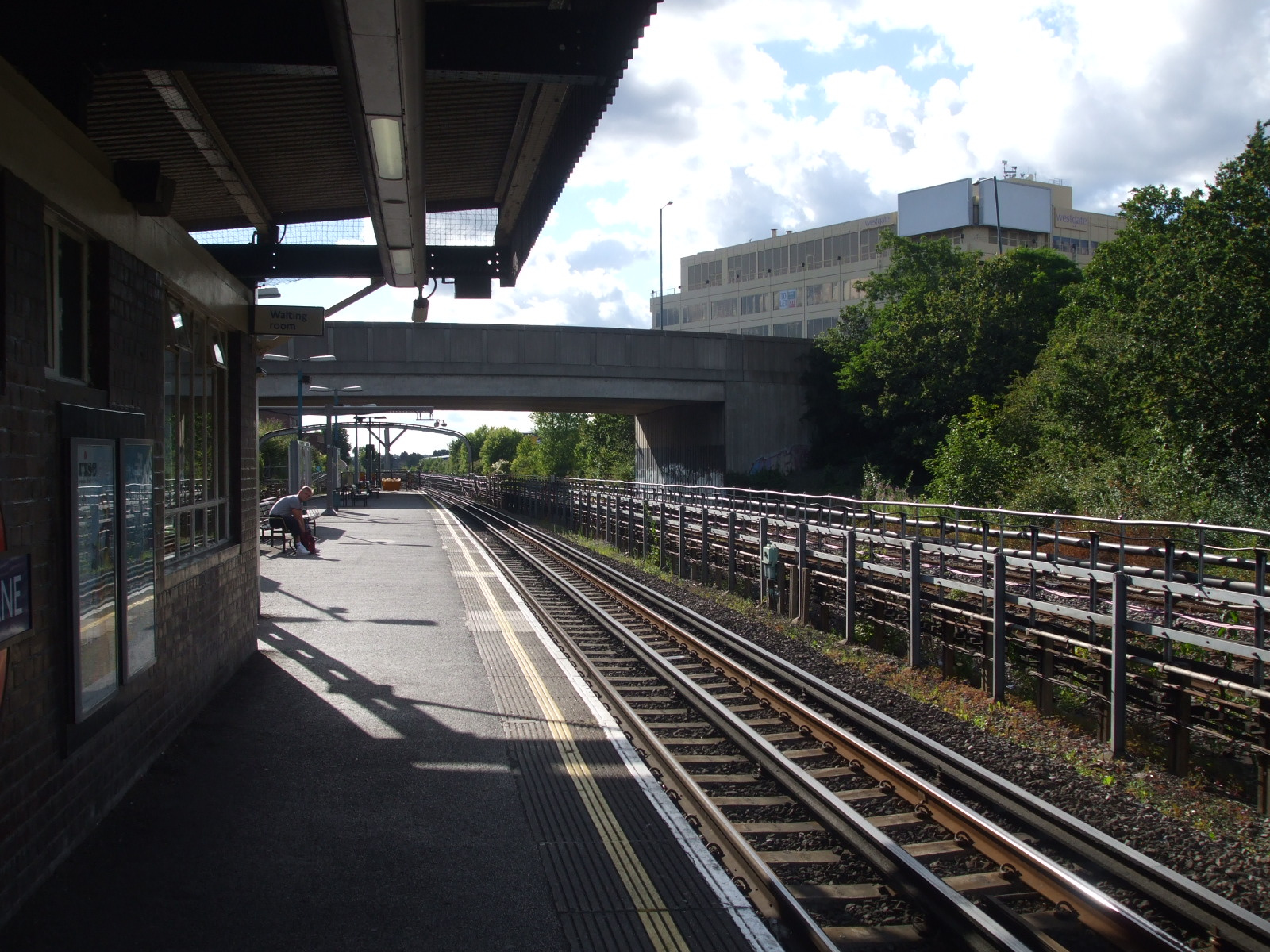